# Ödön Mihalovich
Dans le nom hongrois Mihalovich Ödön, le nom de famille précède le prénom, mais cet article utilise l’ordre habituel en français Ödön Mihalovich, où le prénom précède le nom.
Répertoire
Opéra, symphonie, poème symphonique, lied
Ödön Mihalovich, né le 13 septembre 1842 à Fericsánci (aujourd'hui Feričanci), en Croatie, et mort le 22 avril 1929 à Budapest, était un compositeur et professeur de musique hongrois. Son prénom est parfois francisé Edmond ; ou germanisé en Edmund.
Mihalovich est connu pour ses œuvres orchestrales, ses opéras influencés par Richard Wagner, et son rôle de directeur de l'Académie de Musique de Budapest entre 1887 et 1919, époque ou l'institution commence à révéler des interprètes et des compositeurs de renommée mondiale. Ami proche de Liszt, il contribue également à faire nommer Gustav Mahler, alors âgé de vingt-huit ans, à la tête de l'opéra de Budapest.

## Biographie
D'une famille de la vieille noblesse hongroise, Mihalovich étudié à Pest avec Mihály Mosonyi en leçons privées. Sa première œuvre est une ouverture Timon d'Athènes (c. 1860) et sa première œuvre publiée une ouverture de Faust pour piano à quatre mains. Son goût pour la musique de Wagner et un concert par celui-ci, en 1863, décide sa future carrière.
En 1865, il se rend à Leipzig où il étudie avec Moritz Hauptmann et termine ses études auprès de Peter Cornelius à Munich (1866). Selon une source contemporaine, il aurait été un élève de Hans von Bülow et en tout cas un ami ; toujours à Munich, pendant trois ans, il se lie d'amitié en outre avec Wagner et Liszt ; ce dont la correspondance témoigne. Avec Liszt, ils ont joué à quatre mains et à l'occasion de deux autres concerts publics.
Après un voyage en Italie, Mihalovich retourne définitivement à Budapest où il donne son premier grand concert de ses œuvres le 6 avril 1870. En 1872, il est président de l'association Wagner de la ville, puis directeur de l'École d'art dramatique (Színitanoda). En 1887 il succède à Franz Liszt à la tête de l'Académie de Musique de Budapest, poste qu'il occupe jusqu'en 1919. Doué d'organisation, il y effectue d'importantes réformes.
Qualifié de « plus remarquable représentant de la génération hongroise postérieure à Liszt », Mihalovich est profondément marqué par le romantisme allemand. Mais bien que ses œuvres soient toute wagnérienne dans le style, il défend le nationalisme hongrois et encourage des compositeurs de la génération suivante comme Béla Bartók, Zoltán Kodály, Leó Weiner et Ernő Dohnányi. Il promeut aussi le jeune Gustav Mahler en favorisant sa nomination à la tête de l'opéra royal de Budapest.
Une symphonie en ré mineur a été publiée par Breitkopf & Härtel en 1883.

## Œuvres
Mihalovich laisse un catalogue de six opéras, quatre symphonies, un concerto pour piano, des ouvertures, mais aussi de la musique chorale, une cinquantaine de lieder, et des pièces de musique de chambre.
Son opéra Toldi (1888-1891) est « une belle tentative de drame musical hongrois dans le style romantique ». Enfin de ses poèmes symphoniques, très dramatiques, se détachent l’« Ondine » et « La mort de Pan » qui « sont des chefs-d'œuvre », même si, lui-même, qualifiait son œuvre d'importance mineure.

### Symphonies
- Symphonies no 1 en ré mineur (1879) Création : Budapest, 1885.
- Symphonies no 2 en si mineur (1892) Création : Budapest, 1893.
- Symphonies no 3 en la mineur, dite « Patethique » [sic] In memoriam Elisabeth, Empress of Austria and Queen consort of Hungary (1900) Création : Budapest, 1901.
- Symphonies no 4 en ut mineur (1902)Création : Budapest, 1903.

### Poèmes symphoniques
- Rémhajó (Der Geisterschiff), ballade d'après M. Strachwitz., Création : Budapest, 1871 ; Cassel, 1872.
- Gyászhangok nagyzenekarra (Trauerklänge / Musique funèbre pour Ferenc Deák) Création : Budapest, 1876.
- Sellő (Naïade), ballade d'après P. Gyulai. Création : Budapest, 1875; Wiesbaden, 1878.
- Heró és Leander (Hero und Leander), ballade d'après F. von Schiller (1875). Création : Budapest, 1879.
- Boszorkányszombat (La Ronde du Sabbat), poème symphonique d'après Victor Hugo  Création : Budapest, 1879.
- Faust-ábránd (Eine Faust-Phantasie) Création : Leipzig, c. 1880; Budapest 1896.
- Pán halála (La mort de Pan), d'après G. Reviczky (1897–98). Création : Budapest, 1898 ; Berlin, 1902.

### Opéras
- Hagbart und Signe, opéra en trois actes (1867-1881) sur un livret de Adolf Stern, d'après A. Oehlenschläger. Créations : Dresde, 1882 par Franz Wüllner ; Budapest, 1886 par Sándor Erkel.
- Wieland der Schmied, opéra en trois actes (1876–78, non joué) sur un livret de A. Stern, d'après R. Wagner.
- Eliána, opéra en trois actes (1885–87) sur un livret de H. Herrig, d'après les Idylls of the King de A. Tennyson. Créations : Budapest, 1908 par István Kerner ; Vienne 1909 par Karl Gille.
- Toldi (Le chavalier Toldi), opéra en trois actes (1888–91) sur un livret de Gregory Csiky et Emil Ábrányi, d'après János Arany. Création : Budapest, 1893 par Anton Resnicek.
- Toldi szerelme (Amour de Toldi - Seconde version de Toldi qui comprend un deuxième finale et un troisième acte), Création : Budapest, 1895 par Arthur Nikisch.

Fragments et autres projets d'opéras :
- König Fjalar (1877-1884, 3 versions, détruit)
- Faust (date inconnue, seules deux scènes ont été écrites)
- Tihanyi visszhang (The Echo of Tihany /Hungarian fairy-tale/, après 1895, seules deux scènes ont été écrites.) Livret de G. Moravcsik.

## Liens contextuels
- Musique hongroise